# Rijksakademie voor Beeldende Kunsten

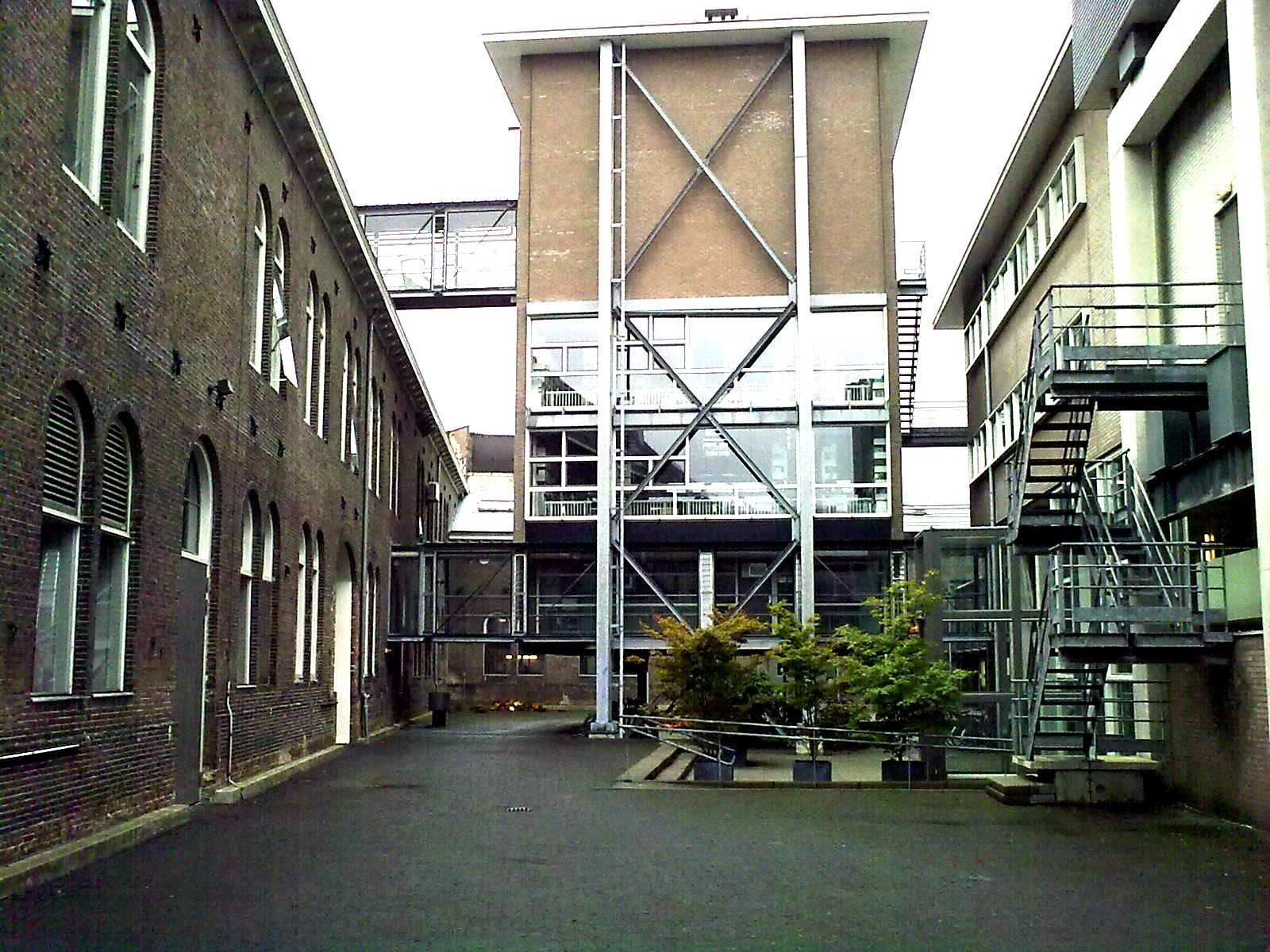
Dziedziniec Rijksakademie

Rijksakademie voor Beeldende Kunsten (nid. Królewska Akademia Sztuk Wizualnych) – uczelnia artystyczna w Amsterdamie, od lat 80. XX wieku wspierająca artystów poprzez system stypendiów i pobytów rezydencyjnych.

## Historia
Rijksakademie została założona w 1870 roku przez króla Wilhema III w miejsce Akademii Narodowej powołanej królewskim dekretem w 1817. Z Akademią związani byli między innymi: August Allebé, Antoon Derkinderen, Willem Witsen, Jan Veth, Jan Toorop, Hendrik Petrus Berlage, George Hendrik Breitner, Piet Mondrian, Corneille, Constant, Karel Appel, Eduard Karsen.
W latach 80. XX wieku przekształcono ją z typowej uczelni artystycznej w program wspierający najbardziej utalentowanych artystów, zapewniający im możliwości eksperymentowania i rozwoju artystycznego.

## Działalność
Akademia oferuje swoim rezydentom mieszkanie i pracownię, możliwość udziału w warsztatach, pomoc techniczną, organizację wystaw. Do dyspozycji mają bibliotekę zawierającą zarówno dzieła sztuki współczesnej, jak i historyczne. Do niektórych książek dołączane są komentarze rezydentów programu.
Ważną częścią akademii jest zespół doradców, rekrutujących się spośród uznanych artystów, uczonych i organizatorów życia artystycznego. Rezydenci programu mogą spotykać się z nimi na indywidualnych rozmowach, a także na grupowych seminariach.  
Jednym z założeń programu jest współpraca artystów. Jako że pochodzą oni z różnych krajów i zajmują się różnymi dziedzinami twórczości, ich współpraca oraz dyskusje mają znaczący wpływ na ich działalność indywidualną oraz rozwój sztuki jako całości. 

## Rozmiar działalności
Akademia, mieszcząca się obecnie w XIX-wiecznych budynkach dawnych koszar kawalerii, dysponuje miejscem dla około 50 artystów. Stypendium otrzymuje się na okres maksymalnie dwóch lat. Co roku wybieranych jest 20-30 artystów z różnych krajów (około połowa z Holandii). O stypendium na rok 2014 ubiegało się ponad 1500 osób.
Oprócz stypendystów w Akademii przebywają czasami goście, zapraszani przez Akademię na pobyty kilkumiesięczne. Do 2011 roku z programu skorzystało około 900 osób z 26 krajów. 

## Finansowanie
Działalność Akademii finansowana jest z budżetu Holandii oraz Amsterdamu, a także z darowizn prywatnych. Do zbierania funduszy powołano fundusz powierniczy.